# Trung tâm Tài liệu Campuchia
Trung tâm Tài liệu Campuchia (DC-Cam) là một tổ chức phi chính phủ có nhiệm vụ nghiên cứu và ghi chép lại thời đại Campuchia Dân chủ (17 tháng 4 năm 1975 – 7 tháng 1 năm 1979) với mục đích tưởng niệm và công lý.

## Lịch sử
Năm 1994, Quốc hội Hoa Kỳ đã thông qua Đạo luật Tư pháp Nạn diệt chủng Campuchia đã cung cấp tài trợ cho Chương trình diệt chủng Campuchia của Đại học Yale. DC-Cam thuộc lĩnh vực văn phòng của chương trình đại học Yale cho đến khi trở thành một tổ chức độc lập phi chính phủ vào tháng 1 năm 1997.

## Tổ chức
Trung tâm hiện có chứa kho lưu trữ lớn nhất thế giới vào thời kỳ Khmer Đỏ với hơn 155.000 trang tài liệu và 6.000 bức ảnh. DC-Cam tiến hành rất nhiều nghiên cứu chuyên môn, tiếp cận cộng đồng và các dự án giáo dục đã dẫn đến việc xuất bản nhiều cuốn sách về thời kỳ Khmer Đỏ, sáng kiến giáo dục quốc gia về nạn diệt chủng và các dịch vụ hỗ trợ cho các nạn nhân và những người sống sót của chế độ Khmer Đỏ. DC-Cam được công nhận là một trong những trung tâm nghiên cứu hàng đầu về nạn diệt chủng Campuchia.
Tháng 8 năm 2006, cựu Đại sứ Hoa Kỳ tại Campuchia Joseph Mussomeli đã tôn vinh các nhân viên và tình nguyện viên của DC-Cam tại Đại sứ quán Mỹ ở Phnôm Pênh vì những đóng góp của họ trong việc tìm kiếm tài liệu về các tội ác của Campuchia Dân chủ. Năm 2007, Giám đốc DC-Cam Youk Chhang được tạp chí Time bình chọn là một trong "100 nhân vật có ảnh hưởng nhất" năm 2007. trong phần "Anh hùng và những người tiên phong". Nguyên văn bài viết về ông Chhang do Thượng nghị sĩ John Kerry chấp bút. 

## Kế hoạch tương lai
Năm 2008, Bộ Giáo dục Campuchia đã giao cho Trung tâm một lô đất với tổng giá trị khoảng 4.800 feet vuông (450 m²) tại Phnôm Pênh, Campuchia. DC-Cam đã lên kế hoạch để xây dựng một tổ chức nghiên cứu vĩnh viễn vào năm 2010 và đổi tên thành Viện Rith Sleuk. Viện Sleuk Rith sẽ mở rộng theo chức năng ban đầu của DC-Cam bằng cách kết hợp một bảo tàng, thư viện, rạp chiếu phim và một loạt dịch vụ trong nghiên cứu diệt chủng, nhân quyền, và luật pháp quốc tế.